# Pfarrkirche Hüttenberg

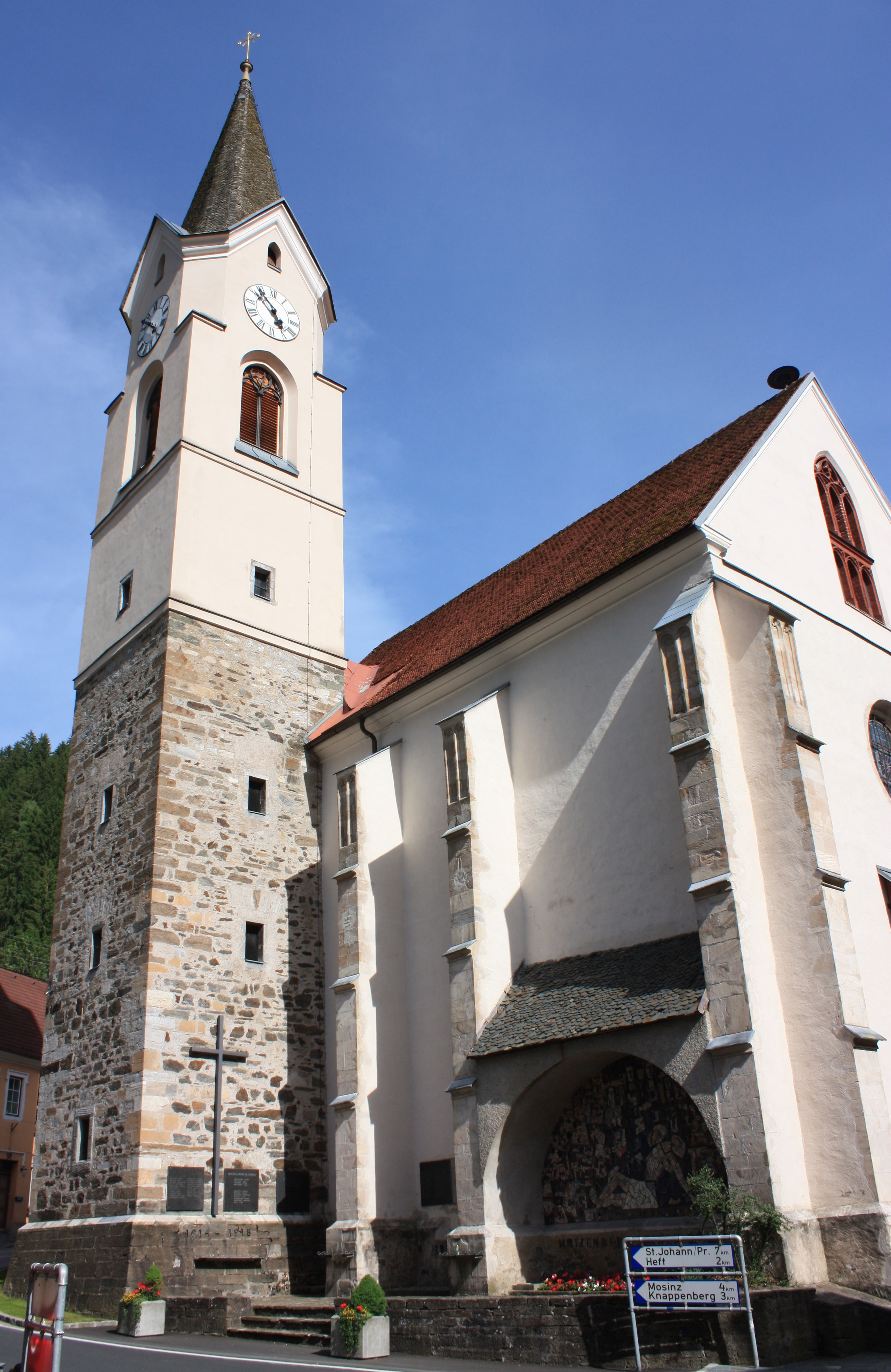
Nordansicht

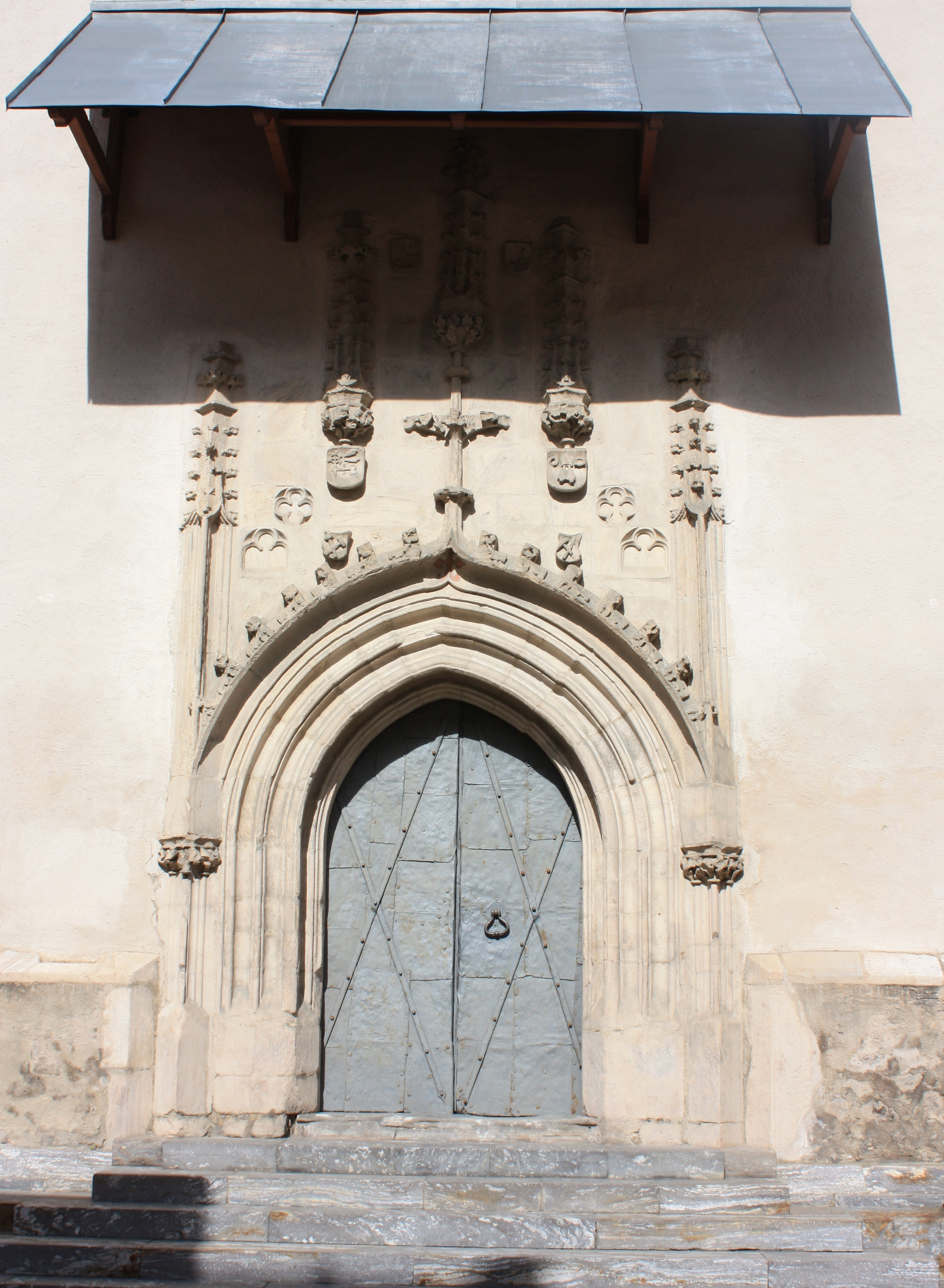
Westportal

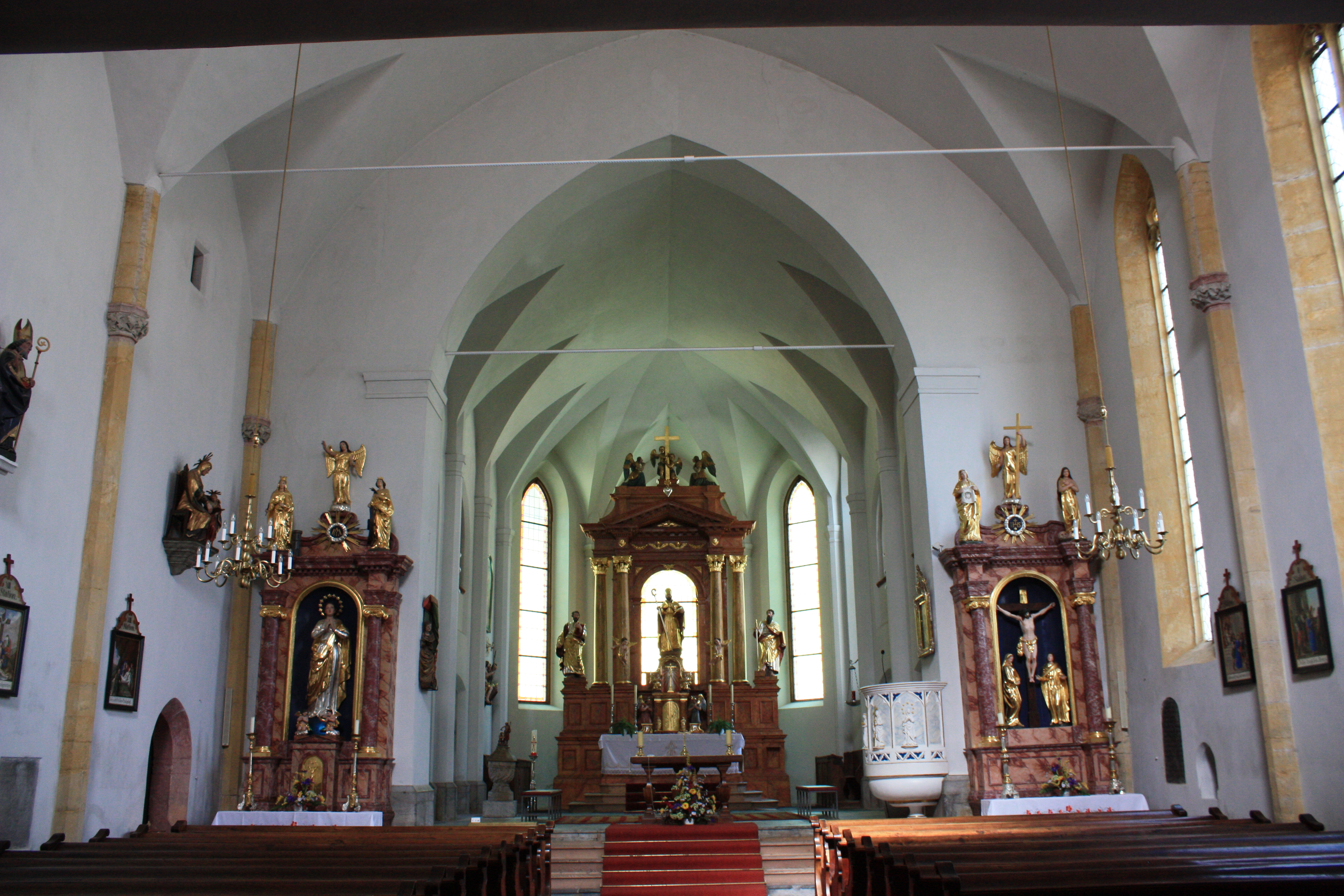
Innenansicht

Die Pfarrkirche Hüttenberg in Hüttenberg (Gemeinde Hüttenberg, Kärnten) ist dem heiligen Nikolaus geweiht. Die 1425 erstmals urkundlich erwähnte Kirche fiel Mitte des 18. Jahrhunderts und 1843 Bränden zum Opfer. 1844 stürzte zudem der Turm ein. Zur Pfarre gehören auch die Filialkirchen von Knappenberg und Zosen.

## Baubeschreibung
Der spätgotische Bau, der am südwestlichen Strebepfeiler mit 1491 bezeichnet ist, erfuhr im Laufe der Jahrhunderte mehrfach Erneuerung. 1850 wurden die Wiedererrichtung des Turmes sowie weitere gotisierende Zubauten abgeschlossen. Das Südportal wird von einer netzrippengewölbter Vorhalle zwischen Strebepfeilern geschützt. Das Westportal mit mehrfach gekehltem Gewände, Fialenrahmung und -bekrönung sowie Wappenschilde wurde 1995 mit einem Pultdach versehen. Das Kriegerdenkmal an der Nordseite der Kirche schuf Valentin Oman.
Das hölzerne Spitztonnengewölbe mit Stichkappen im vierjochigem Langhaus und im eingezogenen zweijochigem Chor mit Fünfachtelschluss stammt aus der Mitte des 19. Jahrhunderts. Die polygonalen Wanddienste des ursprünglichen Gewölbe des Langhauses enden in reichen Laubwerkkapitellen. Die dreiachsige spätgotische Westempore steht auf achteckigen Pfeilern und ist netzrippenunterwölbt.

## Einrichtung
Den nachklassizistischen Hochaltar schuf 1850 ein gewisser Sabidusi nach Plänen eines Fantoni aus Udine. Der Altar trägt die Statue des heiligen Nikolaus, flankiert von den Apostelfürsten Petrus und Paulus. Die beiden Seitenaltäre sind Werke von Alois Pogotz. Der linke Altar von 1857 birgt in der Mittelnische eine Madonnenstatue. Am Aufsatz stehen die Figuren der Heiligen Barbara und Katharina. Der rechte Altar von 1858 trägt in der Mittelnische eine Kreuzigungsgruppe mit Maria und Johannes sowie im Aufsatz die Skulpturen von Veronika und Maria Magdalena.
Die reliefartigen Frauengestalten am Korb der gotisierenden Kanzel von 1853 symbolisieren die christlichen Tugenden Glaube, Liebe, Hoffnung. Der kleine Taufstein im Stile der Astwerkgotik stammt vom Anfang des 16. Jahrhunderts. Zur weiteren Ausstattung der Kirche gehören ein um 1520 geschnitztes Verkündigungsrelief und eine um 1500 entstandene spätgotische Madonnenfigur an den Triumphbogenlaibugen, eine barocke Dreifaltigkeitsgruppe aus der ersten Hälfte des 18. Jahrhunderts im Chor, eine Schnitzfigur des heiligen Nikolaus aus dem letzten Viertel des 15. Jahrhunderts im Langhaus sowie die Konsolfiguren des heiligen Sebastians und dem Unterricht Mariens aus der ersten Hälfte des 18. Jahrhunderts.